# از دست دادن چین
از دست دادن چین (انگلیسی: Loss of China) یا از دست دادن چین به کمونیسم، در گفتمان سیاسی آمریکا، به قدرت رسیدن غیرمنتظره حزب کمونیست چین در اثر انقلاب کمونیستی چین در سرزمین اصلی چین در سال ۱۹۴۹ گفته می‌شود.